# Pseudocloeon apache
Pseudocloeon apache är en dagsländeart som först beskrevs av Mccafferty och Waltz 1995.  Pseudocloeon apache ingår i släktet Pseudocloeon och familjen ådagsländor. Inga underarter finns listade i Catalogue of Life.